# Żebbuġ (Gozo)
Żebbuġ helyi tanácsa a máltai Għawdex (Gozo) sziget északi partján két platón áll (Ta' Abram, iż-Żebbuġ), lakossága 1770 fő. Neve olajfát jelent. A falu Málta legészakibb települése, tőle északra található Málta legészakibb pontja. A tanácshoz tartozik a községen kívül Marsalforn üdülőfalu is.

## Története
Żebbuġ legkorábbi lakói Málta első betelepülői voltak. A templomépítők korának első fázisát éppen az itt talált sekély, sziklába vájt sírok jelzik. A Kuljat-dombon bronzkori maradványokra bukkantak.
Az 1667-es összeírásban Żebbuġ Għarb részeként szerepel, a községeknek együttesen 280 lakosa volt 64 háztartásban. Marsalforn ugyanekkor külön település volt Marsailfurno néven, 11 háztartásban 55 lakossal. 1688. április 28-án lett önálló egyházközség. A templom építése 1690-ben kezdődött, 1726-ban szentelték fel, ezzel a rabati Szent György templom után Gozo legrégebbi plébániatemploma. 1738-ban egy földműves ónixra bukkant a földjén, ma Gozo számos templomában találunk az innen származó ónixból készült díszítést.
1994 óta Málta 68 helyi tanácsának egyike. 2010. márciusától a tanácshoz tartozó Marsalforn részlegesen önálló önkormányzatot (mini-council) kapott.

## Marsalforn
Marsalforn egy halászfalu a sziget északi partján.
Koordinátái: 36° 04' 16", 14° 15' 28"

## Önkormányzata
Żebbuġot öttagú helyi tanács irányítja. A jelenlegi, hatodik tanács 2012 óta van hivatalban.
Polgármesterei:
- Michael Cefai (Nemzeti Párt, 1994-1998)
- Harry Debono (Nemzeti Párt, 1998-2004)
- Carmelo Saliba (Nemzeti Párt, 2004-2012)
- Nicky Saliba (Nemzeti Párt, 2012-)

## Nevezetességei
- Mária mennybevétele-plébániatemplom: 1692-ben kezdték építeni egy korábbi kápolna helyére. 1936 és 1942 között kibővítették. Ónix díszítései híresek
- Qbajjar Tower (Fortina tal-Qolla l-Bajda): az erődítés 1716-ban épült
- Kilátás Għajn Mħelei dombjáról
- Sólepárlók (Salt pans, Tax-Xwejninél)
- Szép útvonalak kötik össze Xwejni, Qbajjar és Marsalforn öbleivel
- Żebbuġhoz kötődik a Furfangos órásmester[5] és A csábító nyaklánc[6] című legenda

## Kultúra
Band clubja a Soċjetà Filarmonika Santa Marija (1995).
Egyházi szervezetei:
- Katolikus Akció
- Mária Légió
- M.U.S.E.U.M.

## Sport
Sportegyesületei:
- Labdarúgás: Żebbuġ Rovers (1976), egyszeres gozói bajnok
- Vízilabda: Otters A.S.C. (1971): ma a máltai nemzeti bajnokságban játszik

## Közlekedés
Autóval Għasrin keresztül érhető el. Autóbuszjáratai: 
A községben:
- 309 (Rabat-Żebbuġ)

Marsalfornban:
- 310 (Rabat-Marsalforn)
- 322 (Marsalforn-Mġarr)